# Pantopipetta capensis
Pantopipetta capensis – gatunek kikutnic z rodziny Austrodecidae.
Gatunek ten opisany został w 1946 roku przez K. H. Barnarda jako Pipetta capensis.
Kikutnica ta cechuje się ośmioczłonowymi nogogłaszczkami, których propodus jest mniej niż czterokrotnie dłuższy od stopy. Pierwsze biodra odnóży krocznych są gładkie (bez guzków czy kolców). Pierwsza para odnóży krocznych ma wyrostki boczne pokryte niskimi guzkami, natomiast wyrostki pary od drugiej do czwartej wyposażone są w ostrogi grzbietowe. Odwłok sięga końca drugich bioder czwartej pary odnóży.
Okazy tego gatunku znajdowane były u wybrzeży Afryki Południowej na głębokości od 841 do 2890 metrów.